# Soir de Bonis
Soir, op. 192, est une œuvre de musique de chambre de la compositrice Mel Bonis.

## Composition
Mel Bonis compose Soir pour piano, violon et violoncelle. Le manuscrit, sans date, porte la mention « pour remplacer l'autre ? », de la main de Pierre Domange. Il s'agirait d'un remplacement du mouvement Soir ! du diptyque Soir ! Matin !.

## Sources
- Étienne Jardin, Mel Bonis (1858-1937) : parcours d'une compositrice de la Belle Époque, 2020 (ISBN 978-2-330-13313-9 et 2-330-13313-8, OCLC 1153996478, lire en ligne)